# 赫涅鎮區 (明尼蘇達州諾曼縣)
赫涅鎮區（英語：Hegne Township）是位於美國明尼蘇達州諾曼縣的一個行政鎮區。

## 歷史
赫涅鎮區於1881年成立，得名自來自挪威的定居者安德魯·E·赫涅（Andrew E. Hegne）。

## 地方資料
赫涅鎮區的面積為91.91平方千米，當中陸地面積為91.74平方千米，而水域面積為0.17平方千米。根據2020年美國人口普查的數據，當地共有人口46人，而人口密度為每平方千米0.5人。